# スティーブ・エドルフセン
スティーブン・ブラッドリー・エドルフセン（Steven Bradley Edlefsen, 1985年6月27日 - ）は、アメリカ合衆国・ミネソタ州ブルーミントン出身の元プロ野球選手（投手）。右投両打。

## 経歴

### アマチュア時代
2004年のMLBドラフトでボストン・レッドソックスから41巡目指名されるも、契約せずネブラスカ大学リンカーン校に進学する。

### プロ入りとマイナー時代とジャイアンツ時代
2007年のMLBドラフトでサンフランシスコ・ジャイアンツに16巡目指名され入団。この年は、A-級セイレムカイザー・ボルケーノズで18試合に登板した。
2008年は、A+級サンノゼ・ジャイアンツで40試合に登板した。
2009年は、開幕をA+級サンノゼ・ジャイアンツで迎える。その後、AA級コネチカット・ディフェンダーズに昇格した。その後、AAA級フレズノ・グリズリーズにも昇格した。この年は、マイナーで計9セーブを記録した。
2010年は、AAA級フレズノで49試合に登板した。
2011年8月21日にメジャーに昇格した。同日のヒューストン・アストロズ戦でメジャーデビューを果たした。この年は、メジャーで13試合に登板した。
2012年は、メジャーとマイナーを行き来し、メジャーでは14試合に登板した。
2013年は、AAA級フレズノで47試合に登板した。オフに、FAとなった。

### ドジャース傘下時代
2014年2月27日にロサンゼルス・ドジャースとマイナー契約を結んだ。マイナーで6試合に登板するも、成績不振だった。4月21日に現役引退を表明した。

## 詳細情報

### 背番号
- 61 (2011年 - 同年途中)
- 65 (2011年途中 - 2012年)